# Otto Siffling
Otto Siffling (3 d'agost de 1912 - 20 d'octubre de 1939) fou un futbolista alemany dels anys 1930.

## Trajectòria
Pel que fa a clubs, defensà els colors del SV Waldhof Mannheim on anotà al voltant de 120 gols. També fou internacional amb la selecció d'Alemanya, amb la qual disputà 31 partits i marcà 17 gols entre els anys 1934 i 1938. Participà en les edicions de la Copa del Món de futbol de 1934, on marcà un gol, i 1938. Formà part de l'equip que vencé a Breslau a Dinamarca per 8 a 0 l'any 1937, on ell marcà 5 gols.
Va morir encara jove l'any 1939.